# Jabłonka (województwo łódzkie)
Jabłonka – wieś w Polsce położona w województwie łódzkim, w powiecie poddębickim, w gminie Poddębice, w sołectwie Sworawa.
W latach 1975–1998 miejscowość należała administracyjnie do województwa sieradzkiego.